# Lithospermum canescens
Lithospermum canescens är en strävbladig växtart som först beskrevs av André Michaux, och fick sitt nu gällande namn av Johann Georg Christian Lehmann. Lithospermum canescens ingår i släktet stenfrön, och familjen strävbladiga växter. Inga underarter finns listade i Catalogue of Life.

## Bildgalleri

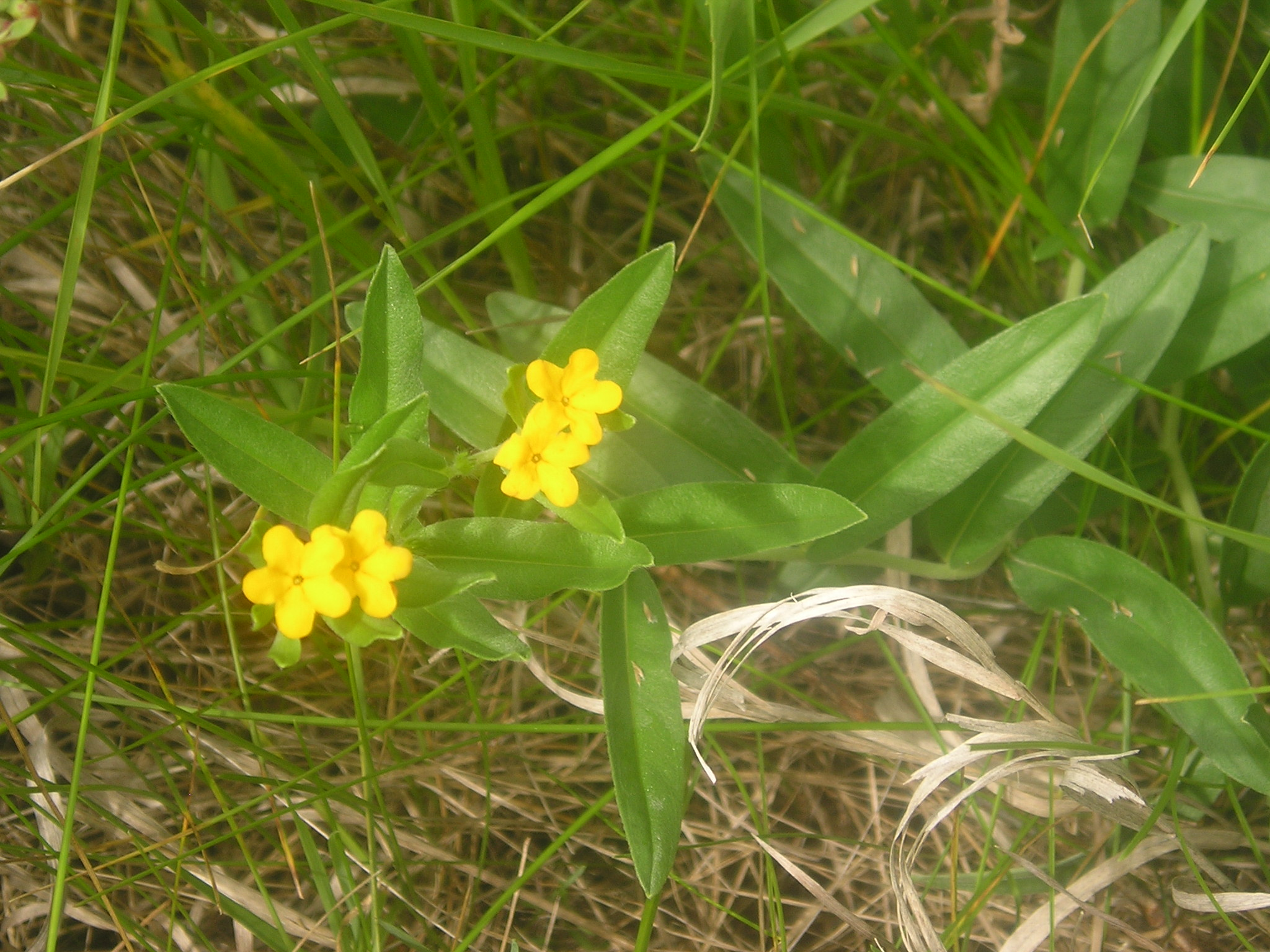
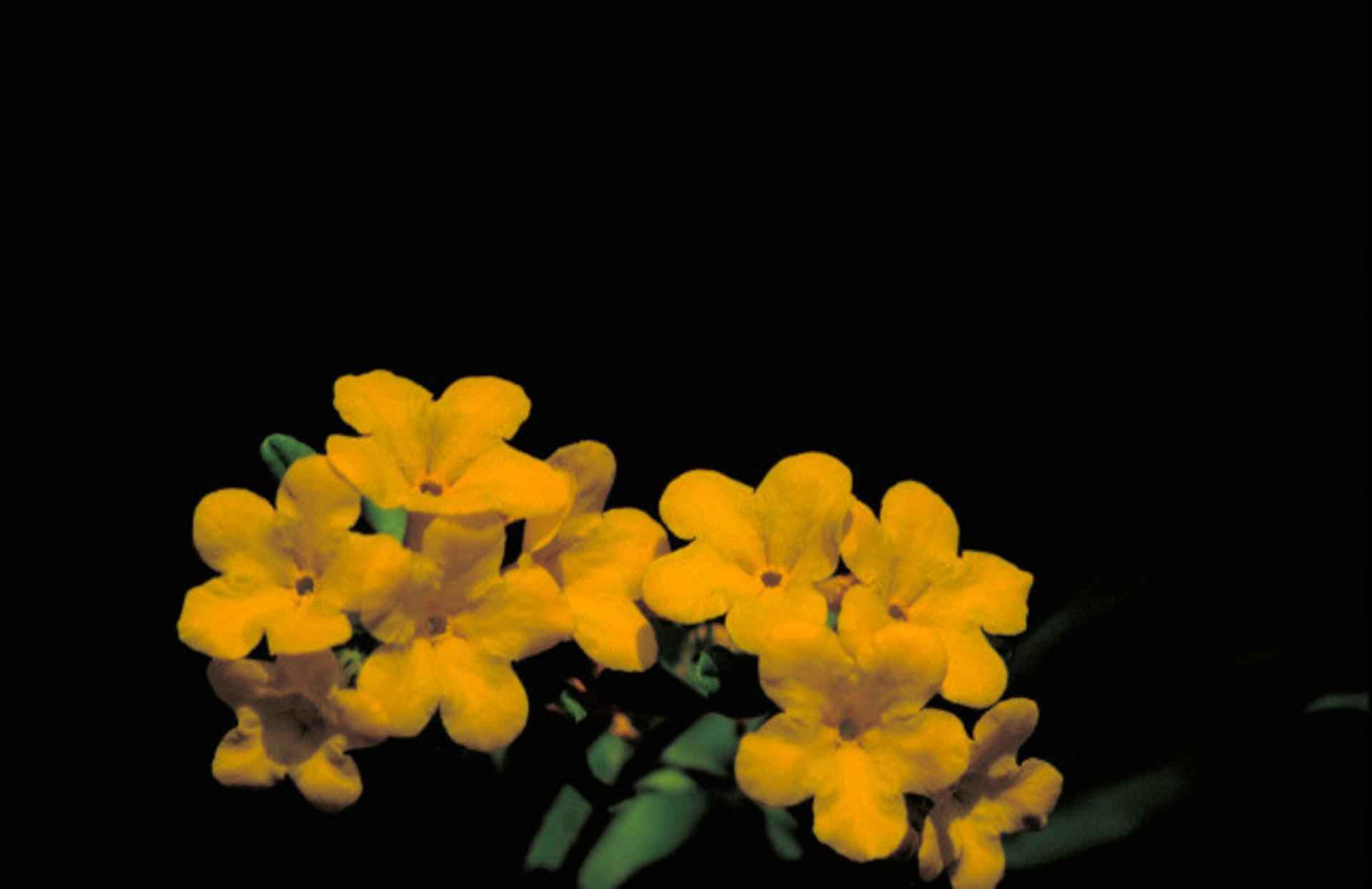
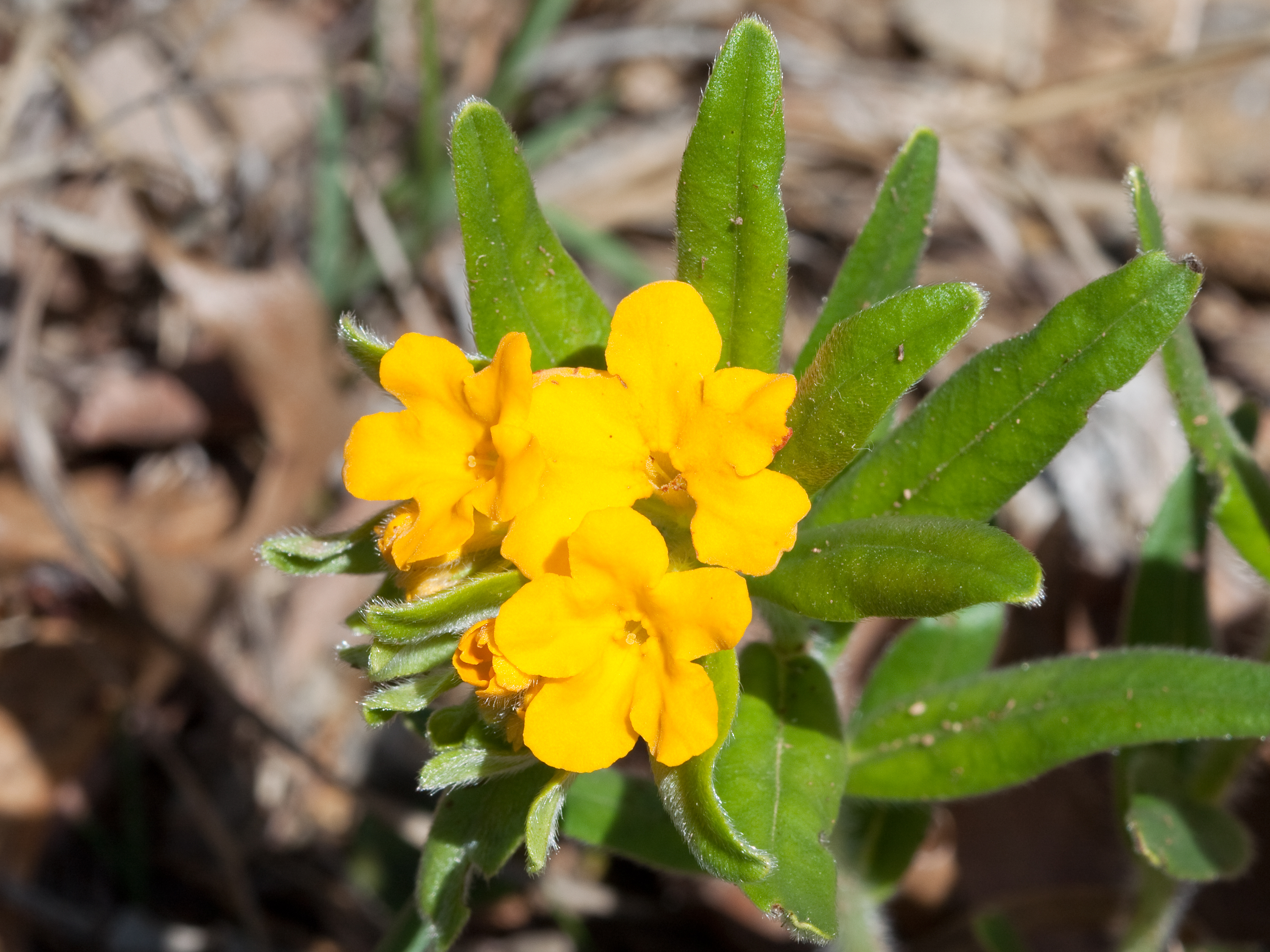
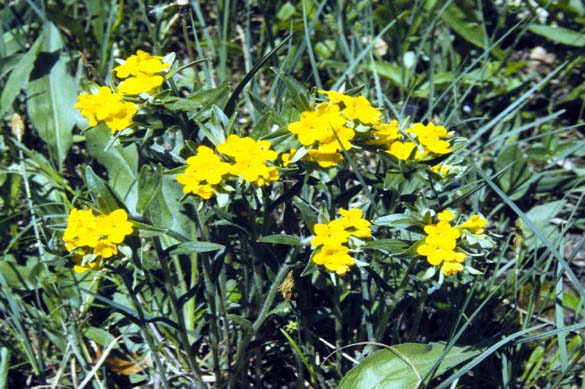